# Effectif actuel du Wild de l'Iowa
| No    | Nom                | Nat. | Position       | Arrivée |
| ----- | ------------------ | ---- | -------------- | ------- |
| +030, | Jesper Wallstedt   |      | Gardien de but |         |
| +070, | Zane McIntyre      |      | Gardien de but |         |
| +005, | Dakota Mermis – A  |      | Défenseur      |         |
| +006, | Brenden Miller     |      | Défenseur      |         |
| +008, | Simon Johansson    |      | Défenseur      |         |
| +022, | Ryan O'Rourke      |      | Défenseur      |         |
| +027, | Joe Hicketts – A   |      | Défenseur      |         |
| +028, | Matt Murphy        |      | Défenseur      |         |
| +039, | Turner Ottenbreit  |      | Défenseur      |         |
| +044, | Ben Finkelstein    |      | Défenseur      |         |
| +052, | Daemon Hunt        |      | Défenseur      |         |
| +007, | Nicolas Petan      |      | Centre         |         |
| +009, | Brandon Baddock    |      | Ailier gauche  |         |
| +010, | Vladislav Firstov  |      | Ailier gauche  |         |
| +011, | Adam Beckman       |      | Ailier gauche  |         |
| +013, | Nick Swaney        |      | Ailier droit   |         |
| +015, | Sam Hentges        |      | Attaquant      |         |
| +016, | Damien Giroux      |      | Centre         |         |
| +018, | Mason Shaw – C     |      | Ailier gauche  |         |
| +019, | Joseph Cramarossa  |      | Ailier gauche  |         |
| +020, | Mike O'Leary       |      | Ailier gauche  |         |
| +021, | Mitchell Chaffee   |      | Ailier droit   |         |
| +025, | Samuel Walker      |      | Attaquant      |         |
| +026, | Tanner Kaspick     |      | Centre         |         |
| +029, | Steven Fogarty – A |      | Ailier droit   |         |
| +036, | Michael Milne      |      | Attaquant      |         |
| +077, | Ty Ronning         |      | Ailier droit   |         |